# 이화여자대학교 병설미디어고등학교
이화여자대학교 병설미디어고등학교(梨花女子大學校 倂設미디어高等學校)는 대한민국 서울특별시 중랑구 망우동에 있는 사립 고등학교이다.

## 학교 연혁
- 1968년 9월 18일 : 학교법인 이화 학당에서 망우동 220번지에 교사건축 기공식 거행, 이사장 김활란 박사 취임
- 1969년 1월 10일 : 이화여자대학교병설영란여자상업고등학교 설립 인가(전학년 12학급), 초대 배인숙 교장 취임
- 1969년 3월 3일 : 개교 및 입학식 거행 (1학년 4학급)
- 1972년 1월 11일 : 제1회 졸업식 거행 (226명 졸업)
- 1996년 3월 1일 : 이화여대병설 영란여자정보산업고등학교로 교명 변경, 학과 개편 - 학년 당 경영정보과 2학급, 정보처리과 8학급, 사무자동화과 2학급씩 전 학년 36학급
- 2004년 7월 25일 : 서울특별시교육청 지정 미디어 콘텐츠분야 특성화고등학교로 선정
- 2004년 10월 18일 : 이화여자대학교병설미디어고등학교로 교명 변경, 학과 개편 - 학년당 인터넷미디어과 6학급, 영상미디어과 2학급, 미디어디자인과 2학급씩 전 학년 30학급
- 2011년 3월 2일 : 이사장 장명수 박사 취임
- 2016년 3월 2일 : 1학년 미디어비즈니스과(4), 영상미디어과(2), 미디어디자인과(2)
- 2019년 9월 1일 : 제7대 김은주 교장 취임
- 2022년 2월 10일 : 제51회 졸업식 거행(총 졸업자수 19,893명)

## 설치 학과
- 디자인과
- 영상정보과
- 공통과정
- 국제경영과

## 참고 자료
- 이화여자대학교 병설미디어고등학교 - 한국교육학술정보원 학교알리미